# Apolinary Szeluto
Apolinary Szeluto   (Sant Petersburg, 23 de juliol de 1884 - Chodzież, 22 d'agost de 1966) va ser un pianista i compositor polonès de l'estil Mloda Polska.

## Vida i carrera
Apolinary Szeluto va néixer a Sant Petersburg, i va començar l'estudi del piano als nou anys. Va estudiar música al Conservatori Saratov amb Stanislav Exner, composició al Conservatori de Varsòvia de 1902 a 1905 amb Roman Statkowski i Zygmunt Noskowski, i actuació per a piano a Berlín de 1905 a 1908 amb Leopold Godowsky. També va completar estudis de dret a la Universitat de Dorpat. Després de completar la seva educació, va treballar com a pianista de concerts, actuant activament des de 1909 fins a 1931.
El 1909 Szeluto va prendre un lloc com a professor al Conservatori de Berlín, i més tard es va traslladar a treballar com a jutge prop d'Astrachan, Rússia. Va participar en la Revolució Russa, i va ser nomenat President del Comitè Revolucionari Local. Després va treballar durant un temps al Ministeri de Justícia a Polònia. Les seves composicions d'aquest període reflectien la seva dedicació a l'ideal del realisme socialista.
El 1934 es va instal·lar a Słupca, a la Gran Polònia, on va treballar com a notari i més tard com a jutge. Quan els nazis van ocupar Polònia, va treballar com a forner i comerciant de carrer, mentre continuava component. En els seus últims anys, va patir una malaltia mental progressiva. Va morir en una residència d'avis a Chodzież, i va ser enterrat al cementiri de Słupca. Els seus papers es troben a la Biblioteca Nacional de Varsòvia. Una escola de música a Słupca porta el seu nom.

## Obres
Szeluto va ser un compositor prolífic, produint simfonies, suites orquestrals, concerts per a piano, violí i violoncel, misses, música coral i cançons, i obres instrumentals i de cambra diverses. Les composicions seleccionades inclouen:
- Cyrano de Bergerac, poema simfònic, 1933
- Macbeth, poema simfònic, 1933
- Concert per a piano núm.
- Concert per a piano núm.
- Concert per a piano núm.
- Concert per a violí, 1942
- Concert per a violoncel, 1942
- Concert per a piano núm.
- Concert per a piano núm.
- Quartet de corda, 1931
- Quartet de corda "Molt bona situació"
- Trio, per a violí, violoncel i piano, 1940
- Sonates per a violí
- Sonates per a violoncel